# 24607 Sevnatu
24607 Sevnatu eller 1977 PC1 är en asteroid i huvudbältet som upptäcktes den 14 augusti 1977 av den rysk-sovjetiske astronomen Nikolaj Tjernych vid Krims astrofysiska observatorium på Krim. Den har fått sitt namn efter universitetet i Sevastopol.